# 田徑男孩
《田徑男孩》是一部2014年的荷蘭青春成長劇情片，由米莎·坎普導演，薛斯‧布隆、寇‧冉福立和史登‧達斐勒等主演。電影於2014年2月9日在荷蘭首播。

## 主要角色
- 薛斯‧布隆（荷兰语：Gijs Blom） 飾 席格
- 寇‧冉福立（荷兰语：Ko Zandvliet） 飾 馬克
- 強納斯‧史莫德 飾 艾迪
- 彤‧喀斯（荷兰语：Ton Kas） 飾 席歐
- 史登‧達斐勒（荷兰语：Stijn Taverne） 飾 史蒂夫

## 背景
影片在2014年2月9日於荷蘭一家專為青少年和兒童服務的電視臺 NPO Zapp 首播，因此片播出後大獲成功，以至電影發行商 ABC Cinemien 決定在荷蘭的影院上映該片。影院上映後再獲成功，隨即電影被售至美國、英國、臺灣、波蘭、法國和德國。此外，電影也在西雅圖國際影展、溫哥華酷兒影展、於亞特蘭大舉辦的Out on Film同性戀影展以及舊金山國際LGBT影展上放映。

## 外部連結
- 互联网电影数据库（IMDb）上《田徑男孩》的资料（英文）
- Yahoo!奇摩電影上《田徑男孩》的頁面 （繁體中文）
- 開眼電影網上《田徑男孩 （页面存档备份，存于）》的資料 （繁體中文）